# Нижний Сокол
Нижний Сокол — посёлок в Таштагольском районе Кемеровской области. Входит в состав Коуринского сельского поселения.

## География
Центральная часть населённого пункта расположена на высоте 519 метров над уровнем моря.

## Население
По данным Всероссийской переписи населения 2010 года, в посёлке Нижний Сокол проживает 53 человека (24 мужчины, 29 женщин).